# Gradusa Posavska
Gradusa Posavska is een plaats in de gemeente Sunja in de Kroatische provincie Sisak-Moslavina. De plaats telt 123 inwoners (2001).